# Fontenay (Vosges)
Fontenay ([fɔ̃ˈtnɛ] ⓘ) ist eine französische Gemeinde mit 471 Einwohnern (Stand: 1. Januar 2022) im Département Vosges in der Region Grand Est. Sie gehört zum Arrondissement Saint-Dié-des-Vosges (bis 2024 Épinal) und ist Mitglied im Gemeindeverband Communauté de communes Bruyères-Vallons des Vosges. Die Bewohner werden Renards (deutsch Füchse) genannt.

## Geografie

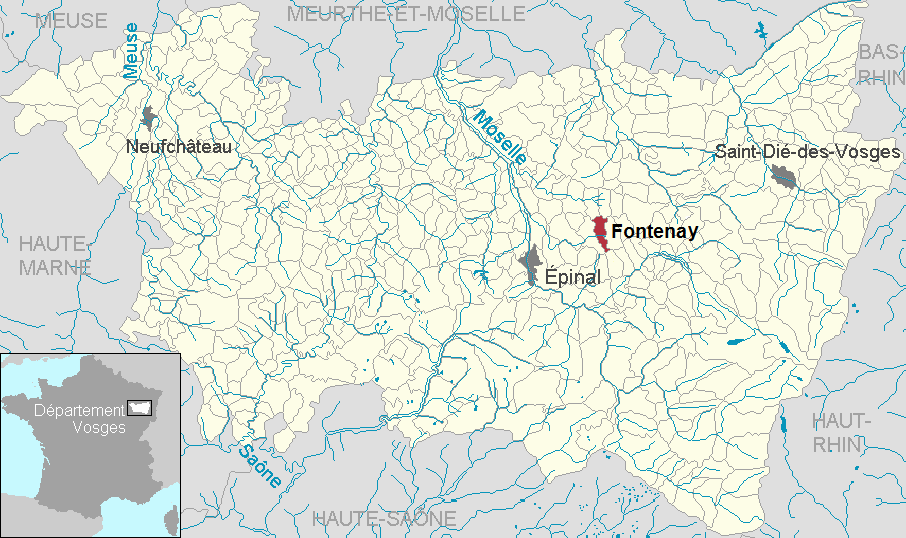
Lage der Gemeinde Fontenay im Département Vosges

Die Gemeinde Fontenay liegt 13 Kilometer nordöstlich von Épinal, der Präfektur des Départements Vosges. Das Gemeindegebiet erstreckt sich am Rande eines weit nach Südwesten ausgreifenden Ausläufers der Vogesen. Durch die weitläufige Siedlung fließt der Ruisseau de Fontenay, ein Nebenfluss des Durbion, der zur Mosel entwässert. Der Ruisseau des Bolottes im Südosten der Gemeinde fließt über den Saint-Oger zur Mosel. Die höchste Erhebung liegt mit 492 Metern über dem Meer im stark bewaldeten Süden der Gemeinde (Forêt Communale de Fontenay als Teil des großen Forêt d’Épinal). Auch im Norden gibt es größere Forstgebiete (Les Gotteaux, Hombois, Les Bouxaux). Über ein Drittel des Gemeindegebietes (230 ha) besteht aus Wald.
Zu Fontenay gehört der Weiler Les Meix.
Nachbargemeinden von Fontenay sind Girecourt-sur-Durbion im Norden, Méménil im Osten, Le Roulier im Süden, Aydoilles im Westen sowie Dompierre im Nordwesten.

## Geschichte
Während des Ancien Régime lag das Dorf Fontenay teilweise im Bann der Gemeinde Vaudéville bzw. der Gemeinde Dompierre und war Teil der Vogtei Bruyères. Später gehörte Fontenay zur Gemeinde Aydoilles. Sie wurde im September 1793 aus Aydoilles herausgelöst und zur eigenständigen Gemeinde. Kirchlich war Fontenay eine Filiale der Pfarrei Aydoilles. Das Kapitel Remiremont erhielt zwei Drittel des Zehnten.

### Bevölkerungsentwicklung
| Jahr      | 1962 | 1968 | 1975 | 1982 | 1990 | 1999 | 2011 | 2021 |
| Einwohner | 268  | 268  | 262  | 325  | 375  | 412  | 477  | 467  |

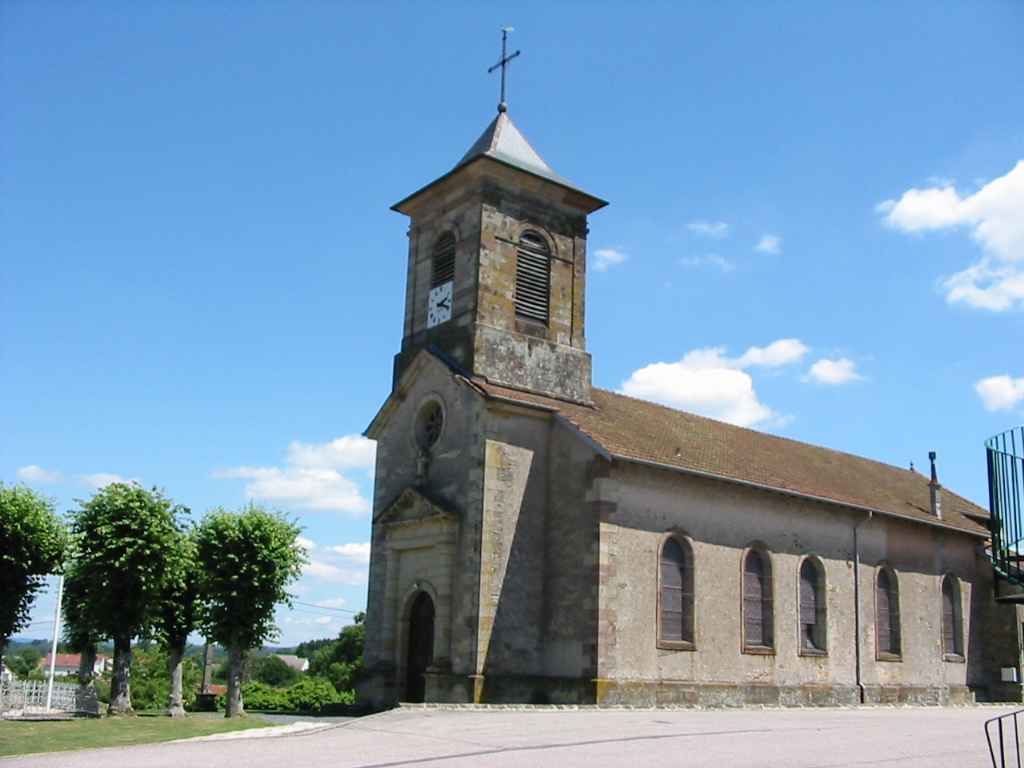
Kirche St. Laurentius in Fontenay

Im Jahr 1841 wurde mit 653 Bewohnern die bisher höchste Einwohnerzahl ermittelt. Die Zahlen basieren auf den Daten von cassini.ehess und INSEE.

## Sehenswürdigkeiten
- Kirche St. Laurentius (Église Saint-Laurent) aus dem 16. Jahrhundert, im 19. Jahrhundert rekonstruiert.
- 25 Brunnen im Dorf

## Wirtschaft und Infrastruktur
In der Gemeinde sind fünf Landwirtschaftsbetriebe ansässig (Getreideanbau, Viehzucht). Darüber hinaus gibt es mehrere kleinere Handels-, Handwerks- und Dienstleistungsunternehmen. Daneben pendeln viele Bewohner in die nahegelegene Industriestadt Épinal.
Im Nordwesten des Dorfes verläuft die Fernstraße von Épinal nach Saint-Dié-des-Vosges (D 420 bzw. ehemalige RN 420). Weitere Straßen verbinden Fontenay mit Méménil und Dompierre. Bahnanschlüsse bestehen im nahen Verkehrsknoten Épinal.